# فرانك ك. إدموندسون
فرانك ك. إدموندسون (بالإنجليزية: Frank K. Edmondson)‏ هو أستاذ جامعي وعالم فلك أمريكي، ولد في 1 أغسطس 1912 في ميلواكي في الولايات المتحدة، وتوفي في 8 ديسمبر 2008 في بلومنغتون في الولايات المتحدة.